# Пікнік Аліси
«Пікнік Аліси» (англ. Alice's Picnic) — американський анімаційний короткометражний  фільм із серії «Комедії Аліси», що вийшов 30 травня 1927 року.

## Синопсис
Аліса та всі її друзі насолоджуються днем пікніка в парку, поки банда щурів не вкраде їх їжу, і вони змушені атакувати у відповідь.

## Головні персонажі
- Аліса
- Юлій

## Інформаційні данні
- Аніматори[3]:
  - Аб Айверкс
  - Роллін Гамільтон[en]
  - Г'ю Гарман[en]
  - Фріз Фрілінг
  - Бен Клоптон[en]
  - Норм Блекберн
  - Рудольф Ізінг[en]
  - Пол Сміт[fr]
  - Лес Кларк[en][2]
- Оператор[3]:
  - Рудольф Ізінг[en]
- Живі актори[3]:
  - Лоїс Гардвік
- Тип анімації: об'єднання реальної дії та стандартної анімації
- Виробничий код: ACL-40[4]